# Wittelsbachermuseum Aichach

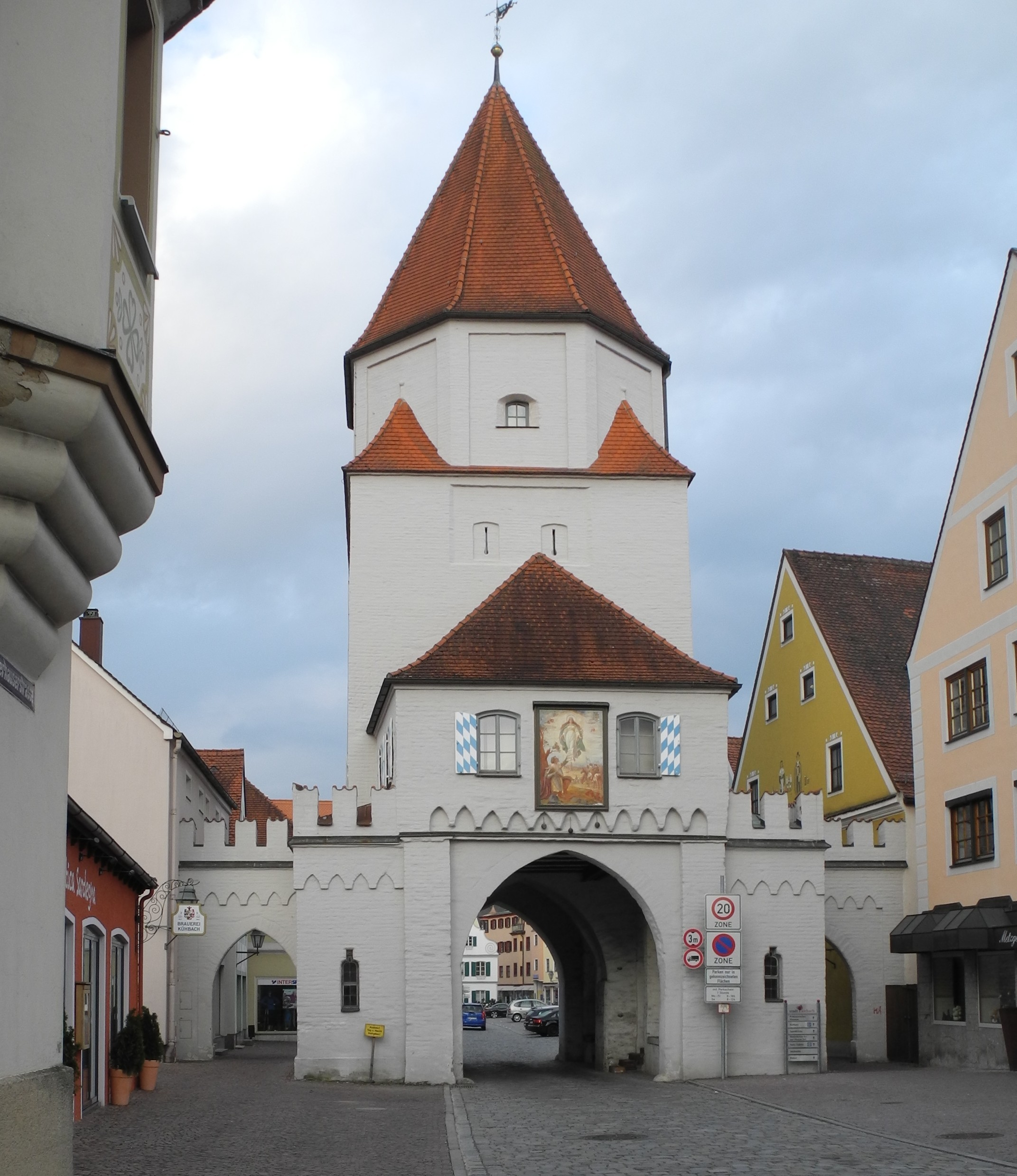
Unteres Tor mit Wittelsbacher Museum

Das Wittelsbacher Museum (früher Wittelsbachermuseum Aichach) ist ein archäologisches Museum im schwäbischen Aichach an der Paar im Landkreis Aichach-Friedberg. Es befindet sich in dem um 1418 erbauten Unteren Tor, einem Torturm der spätmittelalterlichen Aichacher Stadtmauer. Von 1989 bis 2019 war dort ein Zweigmuseum der Archäologischen Staatssammlung untergebracht. Seinen Namen erhielt das Museum wegen der dort ausgestellten umfangreichen Dokumentation der Burg Wittelsbach, die vom 12. bis Anfang des 13. Jahrhunderts der Stammsitz der Wittelsbacher war.
2019 übernahm die Stadt Aichach das Museum. Nun beherbergt der Torturm auf vier Stockwerken eine Ausstellung zur Archäologie im Stadtgebiet. Schwerpunkte der Ausstellung bilden das Grubet mit seinem frühmittelalterlichen Erzabbaurevier und vor allem die Grabungen auf der Stammburg der Wittelsbacher in Oberwittelsbach.

## Ausstellung und Exponate
Im ersten Obergeschoss wird eine allgemeine Einführung in Landschafts- und Siedlungsgeschichte gegeben. Anhand der wichtigsten archäologischen Funde im Stadtgebiet werden die wesentlichen Stationen von der Vorgeschichte bis ins späte Mittelalter dargestellt.
Ein chronologischer Überblick der bisher erfassten archäologischen Kulturen im Stadtgebiet Aichachs markiert den Beginn der Ausstellung im zweiten Obergeschoss. Eine Grabungsfläche gibt Einblick in die Methoden der archäologischen Ausgrabungen. Auf diese folgt eine Vitrine mit vorgeschichtlichen Funden. Daran anschließend werden römischen Fundstellen im Stadtgebiet vorgestellt und zur Eisenproduktion insbesondere im Grubet übergeleitet. Im Mittelpunkt stehen hier die Erzfunde im Grubet und bei Sulzbach. Anschließend werden die Suche nach und der Abbau der Erze beschrieben. Die Verhüttung und die Verarbeitung des Eisens werden anschaulich mit Hilfe von Modellen und Bildern erläutert.
Ganz der Burg Wittelsbach ist das dritte Obergeschoss gewidmet. Anhand der Funde der Grabungen in den Jahren 1978 bis 1980 wird neben dem Bau vor allem das Leben in der Burg behandelt. Schwerpunktthemen sind Ernährung, Handwerk, Spiel und Freizeit auf der Burg sowie Damen und Ritter. Ein kurzer Film zeigt eine Rekonstruktion der Burg in der Zeit um 1200.
Vom vierten Obergeschoss bieten sich schöne Ausblicke auf die Stadt und ihr Umland, vor allem Richtung Burgplatz Oberwittelsbach. Gleichsam als Fenster in die Geschichte werden hier Idealrekonstruktionen präsentiert, die den Stadtplatz im Spätmittelalter, die Stadtmauer im 17. Jahrhundert, die Burg Wittelsbach um 1200 und das Bergbaugebiet im Grubet im 9./10. Jahrhundert zeigen. Eingerahmt werden die Fenster von Figuren aus der jeweiligen Zeit.